# Psychologie de la musique

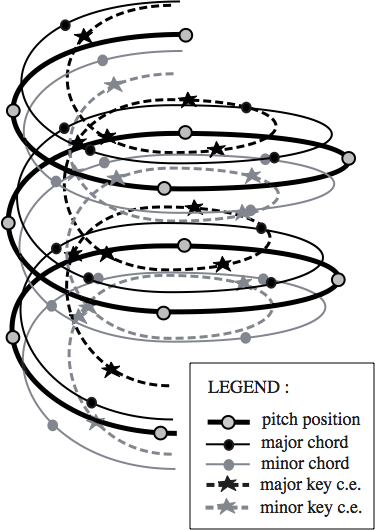
Modèle psychologique de la perception des hauteurs.

La psychologie de la musique est une branche de la psychologie expérimentale consacrée à l'étude de la perception des sons musicaux. C'est un domaine des neurosciences annexe de la musicologie et de la musicothérapie.

## Approches
Natasha Spender (en) distingue cinq approches dans les études de psychologie de la musique :
1. La psychologie de la forme envisage la musique comme succession de motifs ;
2. la psychoacoustique étudie les contraintes et les possibilités ouvertes par le système auditif ;
3. l'approche grammaticale traite la musique comme une forme de langage, et en recherche les règles de formation ;
4. la psychologie de la performance étudie la façon de pratiquer une activité musicale ;
5. l'approche esthétique étudie les associations entre musique et sentiments.

Elle conclut que les approches psychoacoustiques et de psychologie cognitive ont grandement progressé, mais qu'elles ne peuvent guère faire évoluer l'approche esthétique, plus déterminée par la culture.
Helga de la Motte-Haber conclut en 1994 son bilan de cent ans de recherches en psychologie de la musique par la remarque « les modèles d'explication semblent même changer très vite. Le caractère non concret des processus psychiques est probablement à l'origine de ce changement. Les objets changent en même temps que les modèles d'explication. Les théories psychologiques peuvent changer sans nécessairement s'annuler réciproquement ». La psychologie de la musique a utilisé les concepts du béhaviorisme américain de Watson et de la réflexologie russe de Pavlov, ceux de la psychologie de la forme ou gestaltisme, ceux de la psychophysique de Wundt, Helmholtz et Gustav Fechner, ceux de la psychologie de l'acte et de la phénoménologie avec les travaux de Carl Stumpf, et ceux de la théorie de l'information, de la psychologie cognitive de Piaget.
De nombreux domaines spécialisés se dégagent du champ général de la psychologie de la musique, poursuivant, sous d'autres noms comme celui de neurosciences cognitives avec Stanislas Dehaene au Collège de France, les recherches commencées sous celui de psychologie.
Engagées, à l'origine, dans l'étude de la musique érudite et des musiciens professionnels, les études sur la psychologie de la musique tirent aujourd'hui parti des recherches ethnomusicologiques, selon lesquelles tout ce qui est musical pour une population quelconque est digne d'intérêt, et élargissent leurs investigations aux non musiciens et aux personnes atteintes d'amusie, c'est-à-dire incapables de distinguer des notes de musique.

## Centres d'éducation
La psychologie de la musique (incluant la perception musicale, la cognition musicale et les recherches de performances musicales) est étudiée et observée dans certaines universités et académies :
- Allemagne : Halle, Hannover, Köln, Oldenburg, Würzburg
- Argentine : National University of La Plata
- Australie : Macquarie University, Melbourne University, University of Western Sydney, University of Western Australia
- Autriche : Graz, Klagenfurt
- Belgique : Ghent
- Corée :  Seoul National University
- Canada : McGill University, University of Toronto, Queens University, University of Prince Edward Island, Ryerson University
- États-Unis : Northwestern, University of Oregon, University of Texas at San Antonio, Stanford, UCLA, Ohio State School of Music, Eastman School of Music at the University of Rochester, University of Arkansas, Florida State University
- Finlande : Jyväskylä
- France : Lyon, Dijon
- Japon :  Kyushu University
- Pays-Bas : University of Amsterdam, Nijmegen
- Pologne : Warsaw University
- Suède : Uppsala, Stockholm University
- Royaume-Uni : Cambridge University, Institute of Education, Keele University, Leeds University, Roehampton University de Londres, University of Leicester, University of London, Royal College of Music de Londres, Royal Northern College of Music de Manchester, Sheffield University, University of Edinburgh, Goldsmiths College de Londres.